# Бухарские евреи в Израиле

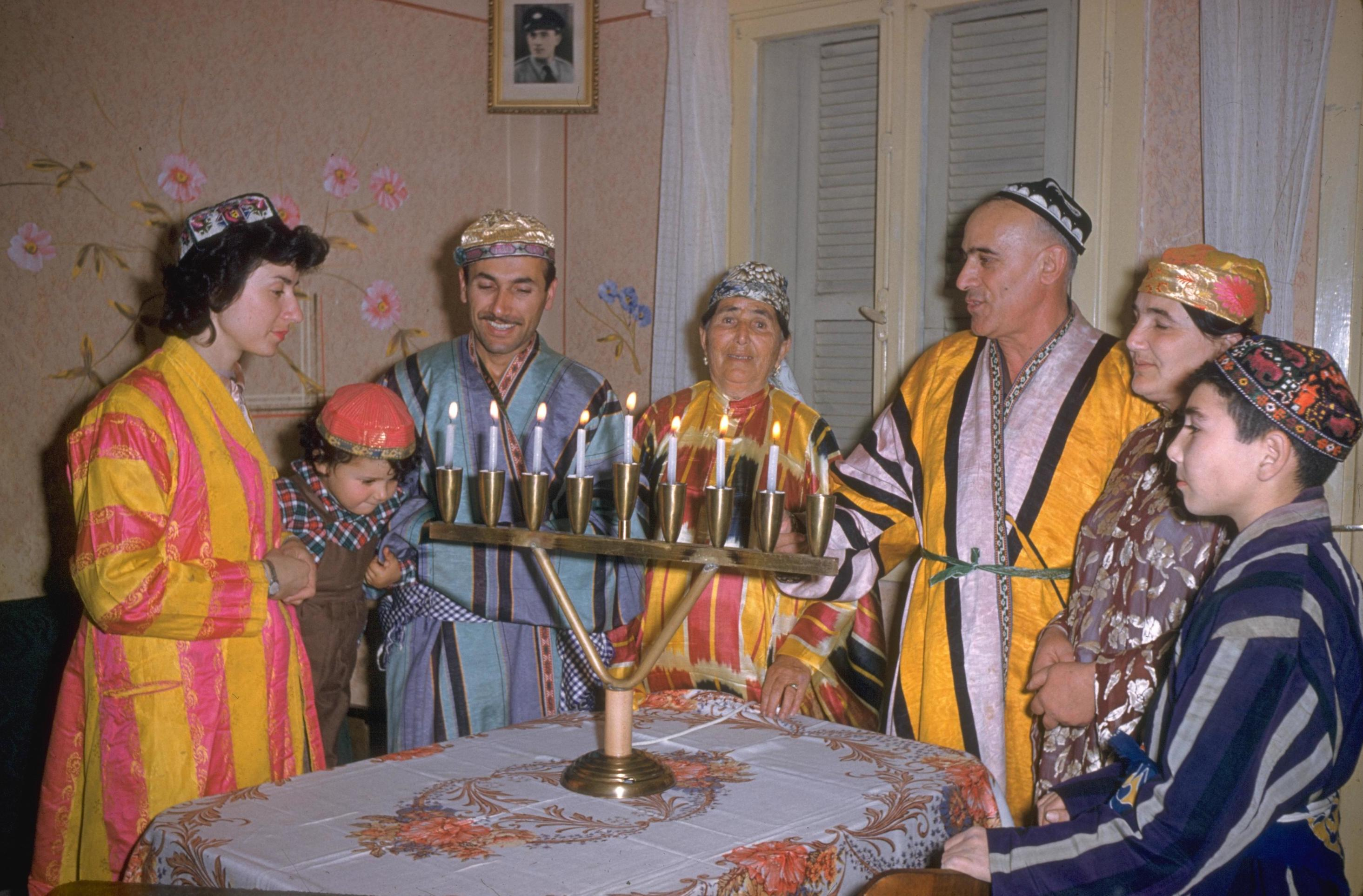
Четыре поколения семьи Калантаровых зажигают ханукальные свечи

Бухарские евреи в Израиле, также известные как бухарим, относятся к иммигрантам и потомкам иммигрантов из бухарских еврейских общин, которые в настоящее время проживают в пределах государства Израиль.

## История
Первые бухарские евреи, совершившие алию, прибыли в 1870-х и 1880-х годах, основав квартал Бухарим в Иерусалиме.

### 1881—1947

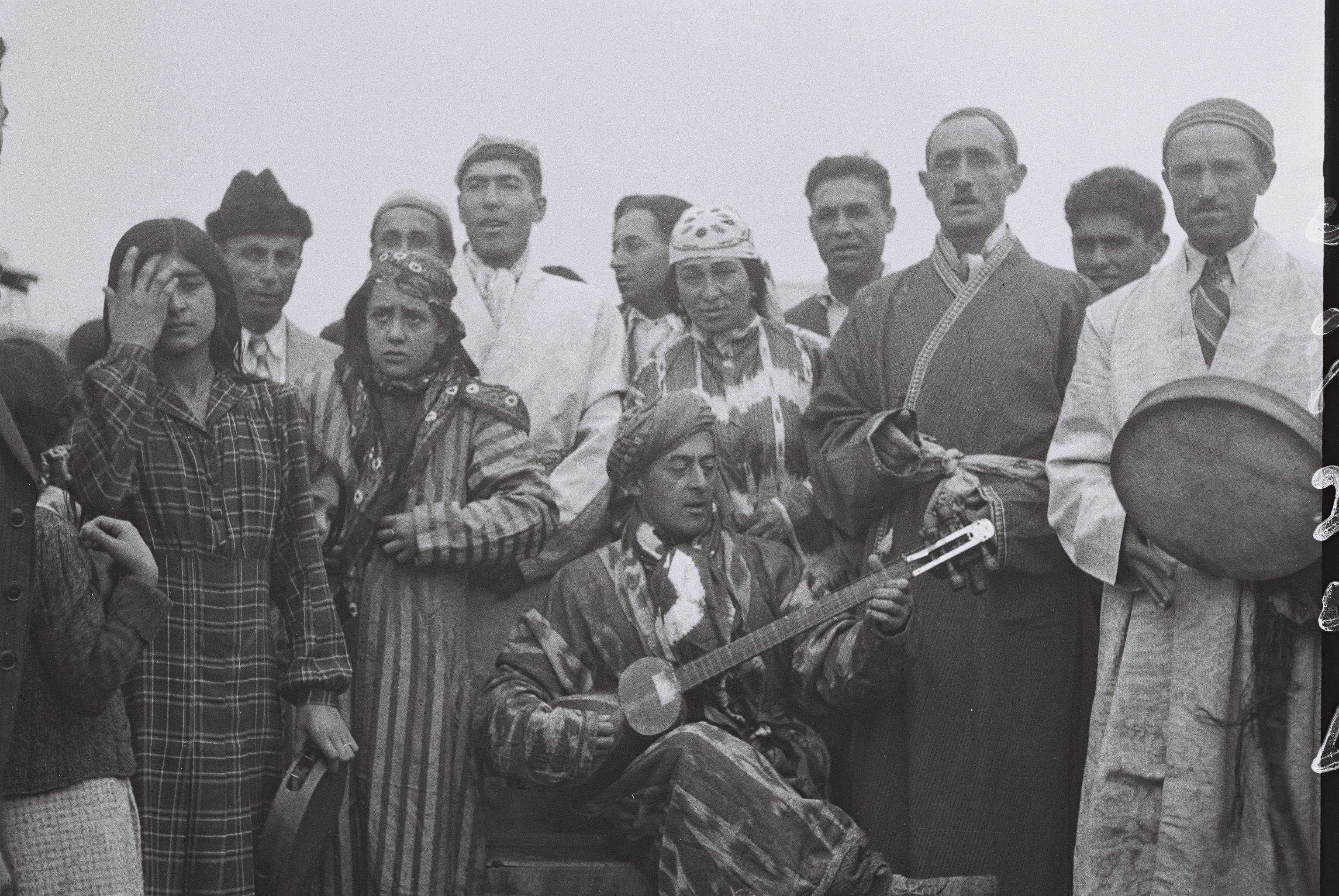
Еврейские мигранты из Бухары в Атлите

В 1890 году семь членов бухарской еврейской общины образовали Ассоциацию еврейских общин Бухары, Самарканда и Ташкента в рамках «Ховевей Цион». К 1914 году иммигрировало около 1500 бухарских евреев, а в начале 1930-х годов прибыло ещё 4000 человек. В 1940 году издания на еврейско-бухарском диалекте были закрыты Советами вместе с большинством бухарских школ.

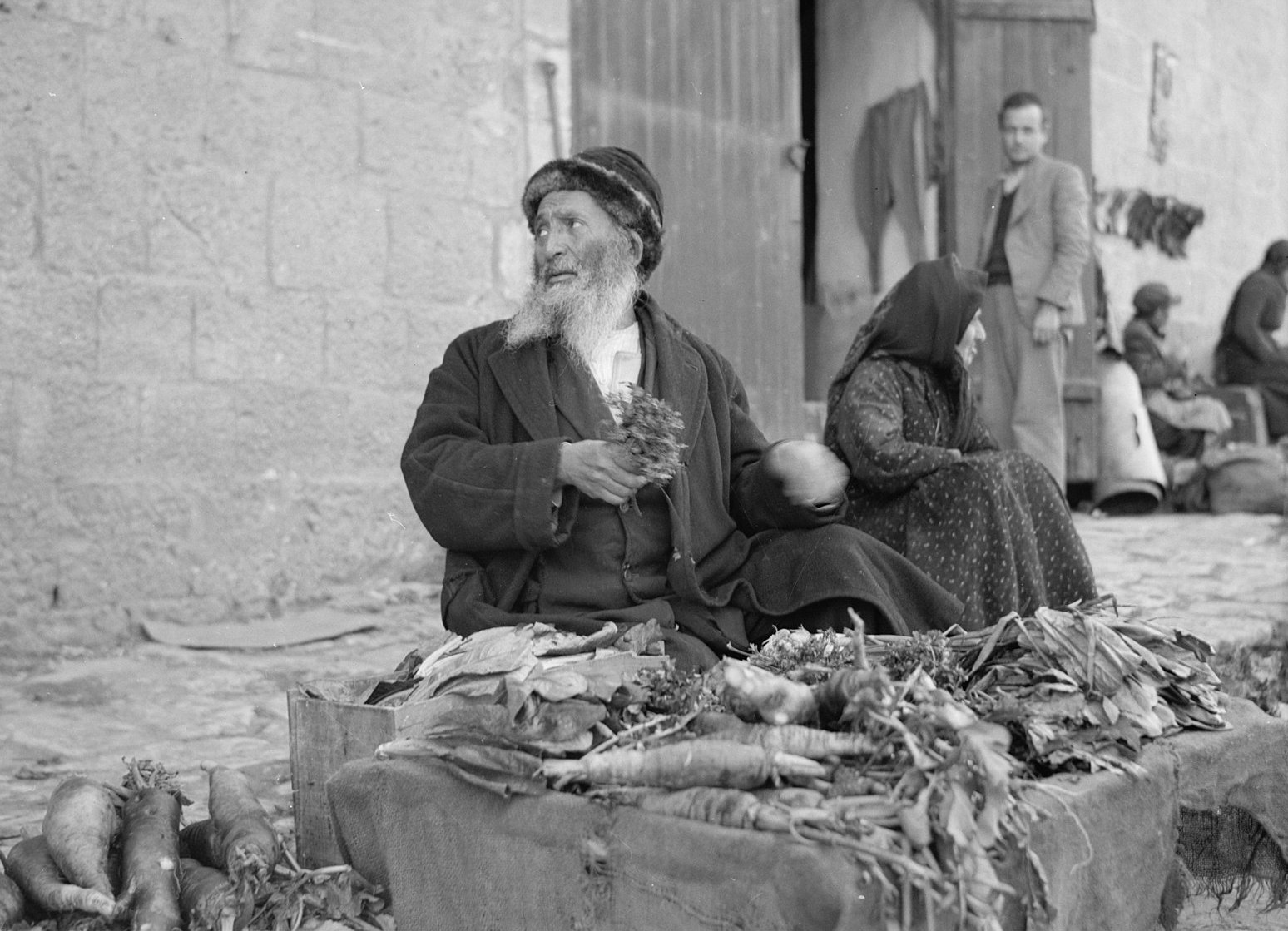
Бухарец продаёт овощи в Иерусалиме

### 1948—1990
В 1948 году начались «чёрные годы советского еврейства», когда после прекращения войны возобновилось подавление иудаизма. В 1950 году тринадцать религиозных бухарских евреев в Самарканде были арестованы и приговорены к 25 годам заключения. Аналогичные аресты произошли с видными бухарим в Каттакургане и Бухаре. Шестидневная война привела к росту еврейского патриотизма среди бухарских евреев, и многие из них выступили в качестве отказников. До 1972 года крупной иммиграции бухарим в Израиль не было. С тех пор и до 1975 года из СССР иммигрировало 8000 человек. К 1987 году в Израиле проживало 32 000 бухарских евреев, около 40 % бухарим. В 1990 году произошли беспорядки против еврейского населения Андижана и близлежащих районов. Это привело к тому, что большинство евреев Ферганской долины иммигрировали в Израиль или США.

### 1990-е — настоящее время
С 1989 по 2005 год более 5000 бухарских евреев из Киргизии приехали в Израиль из-за усиления враждебности в регионе. В 1992 году была проведена секретная операция по переброске по воздуху небольшого числа бухарских евреев из Таджикистана в Израиль. С 1989 по 2000 год более 10 000 человек совершили алию из Таджикистана. Сегодня большинство бухарим живут в Израиле, а значительная часть населения — в Америке. В Таджикистане осталось всего 1000 евреев, в Узбекистане — 1500, а в Бухаре — всего 150 человек.